# Owstonia grammodon
Owstonia grammodon is een straalvinnige vissensoort uit de familie van lintvissen (Cepolidae). De wetenschappelijke naam van de soort is voor het eerst geldig gepubliceerd in 1934 door Fowler.